# Slovačke eurokovanice
Slovačke eurokovanice su euro kovanice koje je iskovala Slovačka, a pustila ih je u optjecaj slovačka kovnica Kremnica. Euro je 28. studenoga 2005. (ulazak u ERM II) zamijenio bivšu nacionalnu valutu slovačku krunu po tečaju 1 euro = 30,1260 kruna. Slovačke eurokovanice zakonsko su sredstvo plaćanja u eurozoni od 1. siječnja 2009.
Kao i sve optjecajne kovanice eura, slovačke kovanice ispunjavaju zajedničke tehničke specifikacije i imaju zajedničko naličje koje koriste sve zemlje u eurozoni. Ono označava vrijednost kovanice.

## Povijest
Proces odabira izgleda slovačkih kovanica započeo je u srpnju 2004. pozivom na dostavu prijedloga koji je objavila Narodna banka Slovačke. Na kraju ove prve faze, 31. siječnja 2005., predana su 64 projekta. Računajući alternativne verzije, predloženo je 658 crteža koje su proučila dva povjerenstva sastavljena od predstavnika narodne banke te kulturnih i znanstvenih institucija. Trideset i šest projekata konačno je odabrano za drugi krug. Dizajneri su pozvani u svibnju 2005. da izrade gipsani model svog projekta. Među gipsanim modelima, dva su odbora odabrala 20. Nacionalna banka je zatim odabrala 10 za javno savjetovanje, koje je održano od 12. do 20. studenog 2005. godine. Ukupno je 140,653 Slovaka biralo motive kovanica. Upravni odbor nacionalne banke odlučio je da će tri projekta koja su dobila najviše glasova biti predstavljena na slovačkim kovanicama. Konačno, 33,068 građana odabralo je projekt koji predstavlja dvostruki križ prisutan na slovačkoj zastavi; 24 589 planina Kriváň i 21 792 bratislavski dvorac. Budući da su tri crteža izradili različiti umjetnici, bile su potrebne određene izmjene kako bi se osigurala određena koherentnost svih dijelova.
Osam komada stoga ima tri različita dizajna:
- Kovanice od 1, 2 i 5 centa: planina Kriváň (2,495 m nadmorske visine) u Visokim Tatrama, najvišem dijelu Karpata, ispod koje je navedena zemlja izdavanja SLOVENSKO (naziv za Slovačku na slovačkom) i godina izdavanja. Ispod je grb Slovačke, uključujući dvostruki križ. Cijela je kovanica okružena s 12 zvijezda s zastave Europske unije.

- Kovanice od 10, 20 i 50 centi: Bratislavski dvorac, službena rezidencija predsjednika Slovačke u povijesnom središtu glavnog grada Slovačke, pogled odozdo. Ispod dvorca, s lijeve strane, grb Slovačke, uključujući dvostruki križ. Na dnu ispod letvice naziv države izdavanja SLOVENSKO. Cijela je okružena s 12 zvijezda zastave Europske unije u prstenu. Gravuru su izradili Ján Černaj i Pavol Károly.

- Kovanice od 1 i 2 eura: Dvostruki križ, simbol triju najvažnijih svetaca u zemlji: sv. Benedikta, sv. Ćirila i Metoda, postavljen na najvišem vrhu skupa od tri brda koja simboliziraju planine: Tatre, Velika Fatra i Mátra, slično grb Slovačke, ispred pozadine od stiliziranih stijena. S desne strane naziv države izdavanja SLOVENSKO. Cijela je okružen s 12 zvijezda zastave Europske unije na vanjskom prstenu. Gravuru je izradio Ivan Řehák.

Opis nacionalnih strana Slovačke objavljen je u Službenom listu Europske unije 28. listopada 2008.

## Galerija
- Početni paket slovačkih eurokovanica.